# Гаффаров, Хаят Рахимович
Хаят Рахимович Гаффаров (узб. Hayat Rahimovich Gaffarov; род. Узбекская ССР) — узбекский государственный деятель. С 5 января 1995 по 11 ноября 1998 года являлся хокимом Навоийской области.

## Биография
С 5 января 1995 по 11 ноября 1998 год являлся хокимом Навоийской области.

## Награды
27 августа 1997 года указом президента Узбекистана Ислама Каримова награждён орденом «Мехнат шухрати» за большой вклад, внесенный многолетним самоотверженным трудом в развитие сельского хозяйства, промышленности, экономики и социальной сферы, в повышение благосостояния жизни народа, сохранности мира и стабильности.